# Bendis inopia
Bendis inopia är en fjärilsart som beskrevs av Felder 1874. Bendis inopia ingår i släktet Bendis och familjen nattflyn. Inga underarter finns listade i Catalogue of Life.